# Universidades de Palestina

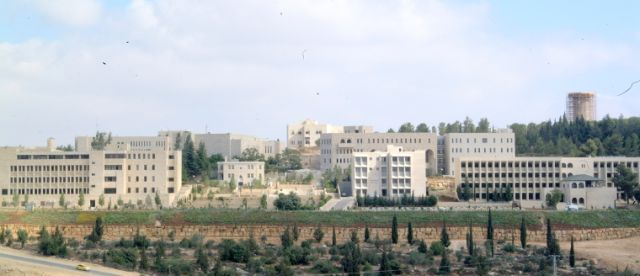
La Universidad de Birzeit en Ramala, Cisjordania.

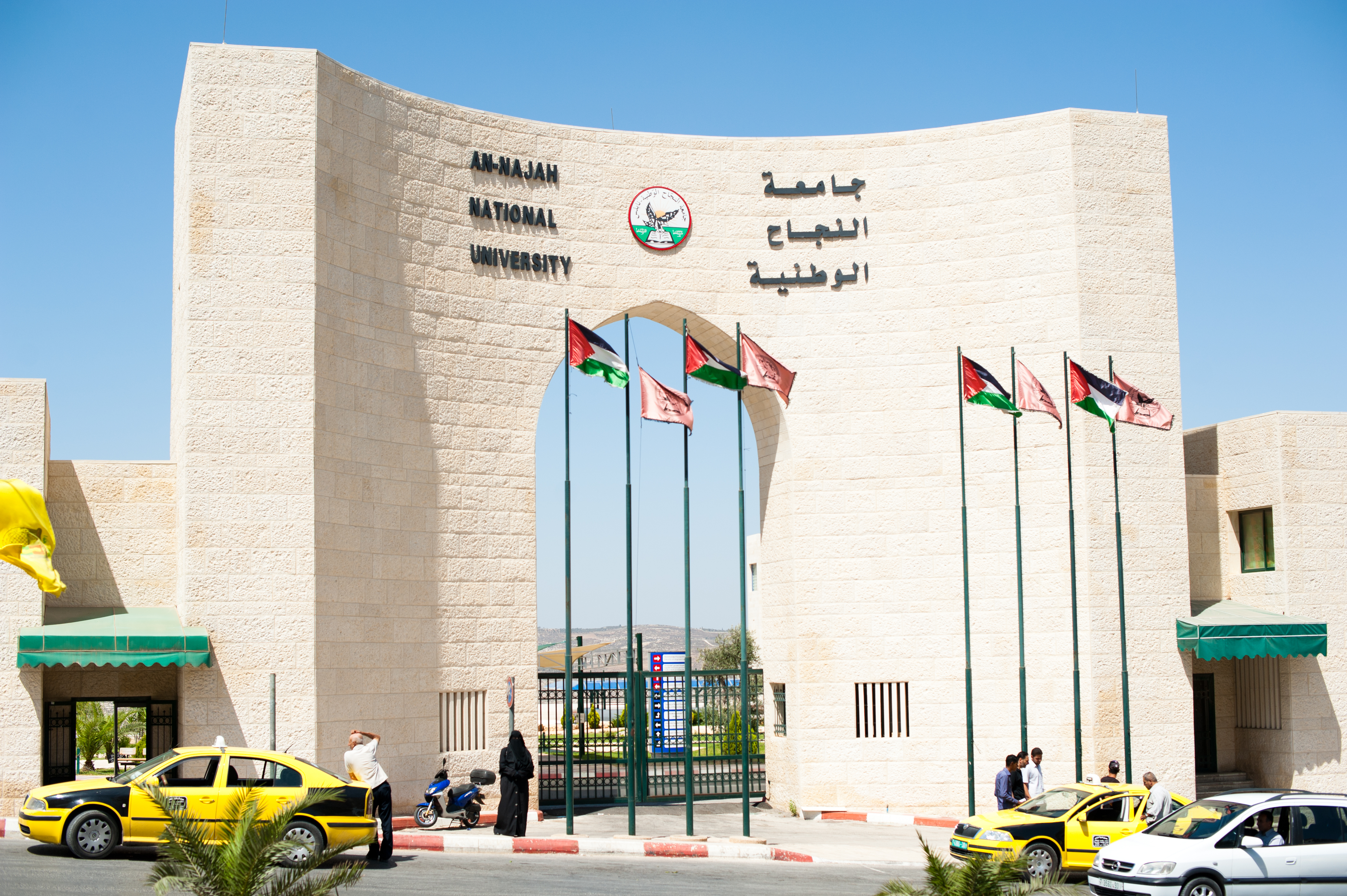
Entrada principal de la Universidad Nacional An-Najah en Nablus.

Las universidades de Palestina incluyen más de 14 universidades y numerosos centros educativos e institutos de investigación distribuidos por todo el territorio. Las universidades abarcan tanto públicas como privadas, cristianas, musulmanas, politécnicas y de humanidades, incluyendo una universidad de educación a distancia. Las universidades están distribuidas por toda Palestina, entre Jerusalén, Cisjordania y la Franja de Gaza.

## Historia

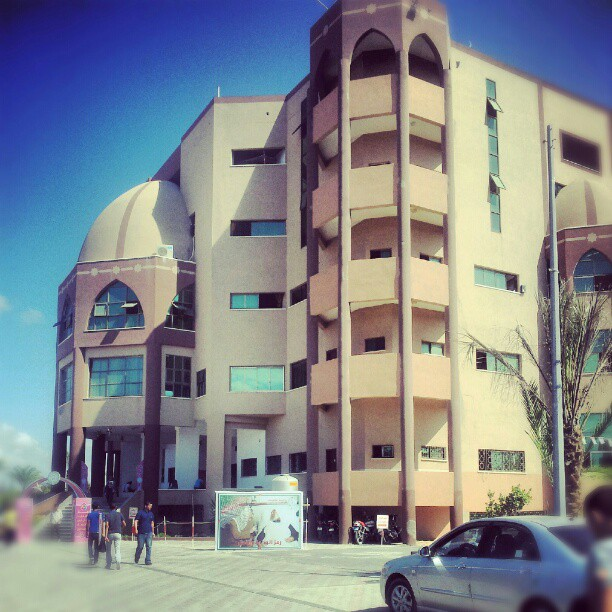
Edificio de la Universidad de Palestina, una universidad privada en la Franja de Gaza (Palestina).

### Siglo XX
Algunas de estas universidades fueron fundadas mucho antes del inicio de la ocupación israelí de Palestina en 1967 después de la guerra de los Seis Días. Muchas otras universidades se fundaron después de 1967, algunas empezando como institutos de secundaria que luego pasarían a formar a ser universidades. El aumento en el número de universidades en Palestina a finales del siglo XX se debe al aumento en la población local y el deseo de muchos palestinos de poder estudiar dentro de Palestina en vez de mudarse a Jordania para estudiar, como era el caso para muchos antes de 1967.
Antes de la guerra del Golfo entre 1990 y 1991, las universidades eran financiadas por fondos privados o por organizaciones cristianas. Después de los acuerdos de Oslo en 1993, las organizaciones internacionales empezaron a financiaron parcialmente los costes de la educación en Palestina. Aunque establecidas bajo la ocupación israelí, estas universidades no fueron creadas por Israel.

### Actualidad
La mayoría de las universidades en Palestina están abiertas a a todo el público. Algunas universidades como la Universidad de Birzeit o la Universidad Al-Quds son universidades gubernamentales y otras, como la cristiana Universidad de Belén o la Universidad de Palestina, son privadas.

## Universidades de Palestina

### Jerusalén
- Universidad Al-Quds

### Cisjordania
- Universidad Nacional An-Najah[2]
- Universidad Árabe Americana[3]
- Universidad Bíblica de Belén
- Universidad de Belén[4]
- Universidad de Birzeit[5]

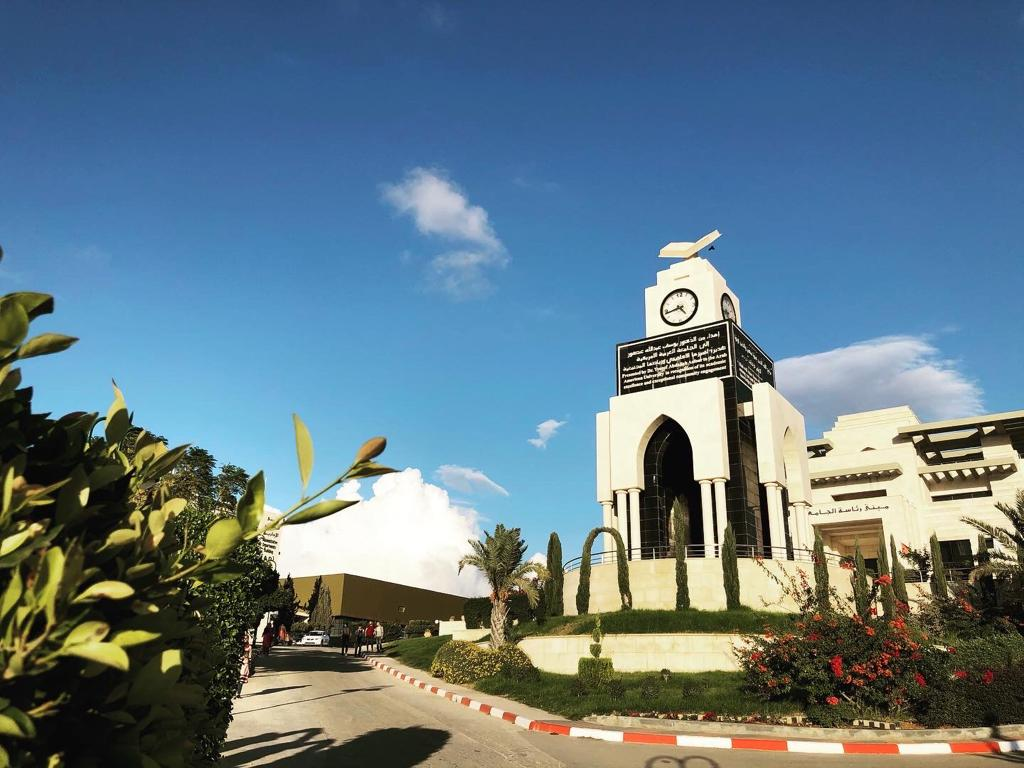
La Universidad Árabe Americana, ubicada en Ramala y Yenín.

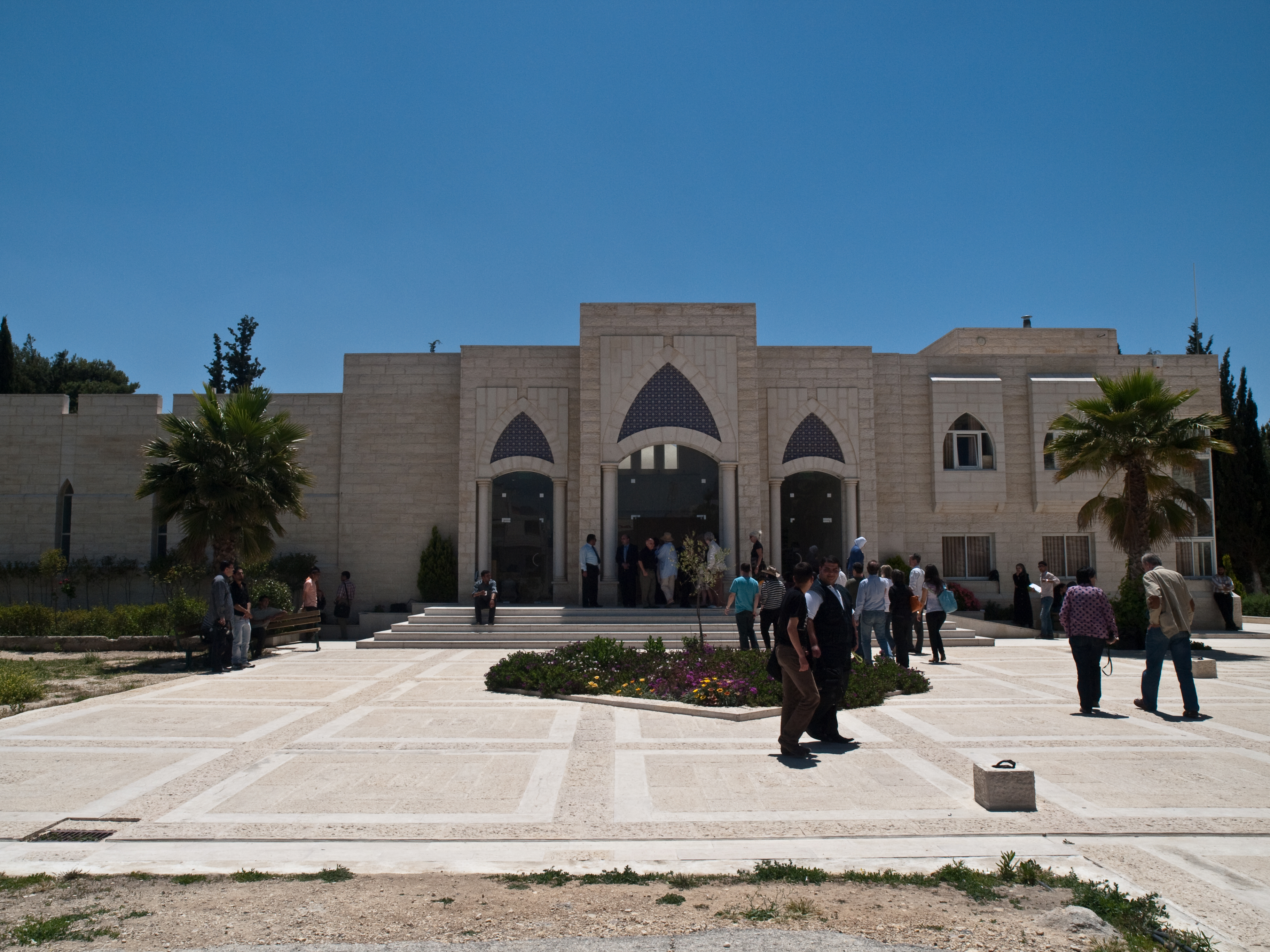
La Universidad de Hebrón.

- Universidad de Arte y Cultura Dar Al-Kalima[6]
- Conservatorio Nacional de Música Edward Said
- Universidad de Hebrón[7]
- Universidad Ibrahimieh[8]
- Instituto Khodori de Tulkarm
- Universidad Palestina Ahliya[9]
- Universidad Politécnica de Palestina[10]
- Universidad de Al-Quds[11]
- Academia Internacional de Arte de Palestina[12]
- Universidad Abierta de Al-Quds[13]

### Franja de Gaza
- Universidad de Al-Aqsa[14]
- Universidad de Al-Azhar - Gaza[15]
- Universidad Abierta de Al-Quds
- Universidad de Gaza
- Universidad Islámica de Gaza
- Universidad Israa
- Universidad Técnica de Palestina
- Universidad de Ciencias Aplicadas
- Universidad de Palestina
- Centro Comunitario de Formación de Gaza

### Institutos y centros de investigación
- Applied Research Institute – Jerusalén[16]
- Instituto de Salud, Desarrollo, Información y Política
- Red Académica Palestina
- Sociedad Académica Palestina para el Estudio de Asuntos Internacionales

## Institutos y centros de investigación fuera de Palestina
- Durham Palestine Educational Trust
- Instituto para el Entendimiento del Medio Oriente
- Instituto de Estudios Palestinos[17]
- Scientists 4 Palestine[18]
- Programa PEACE- bajo los auspicios de la Unesco[19]